# Блатно (Словенія)
Блатно (словен. Blatno) — поселення в общині Брежиці, Споднєпосавський регіон, Словенія. Висота над рівнем моря: 198,6 м.